# Michael Henke
 Michael Henke, född 27 april 1957 i Büren i Westfalen, är en tysk fotbollstränare.
Henke var under många år framgångsrik tillsammans med huvudtränaren Ottmar Hitzfeld. De två lotsade både Borussia Dortmund och Bayern München till ligatitlar och seger i UEFA Champions League. 2005 blev Henke huvudtränare för FC Kaiserslautern.

## Tränaruppdrag
- Tränare för FC Kaiserslautern (2005-11/2005)
- Assisterande tränare för FC Bayern München (1998-2004)
- Assisterande tränare för Borussia Dortmund